# Dideldum
Dideldum. Die lustige Kinderzeitung war eine Comiczeitschrift für Kinder, die zwischen 1929 und 1941 erschienen ist. Autor und Herausgeber der Zeitschrift, die für Jungen und Mädchen konzipiert war, war Otto Waffenschmied, der von seiner Frau Eva unterstützt wurde. Dideldum zählt zu den am weitesten verbreiteten Comiczeitschriften in den 1930er Jahren.

## Inhalt
Den Inhalt bildeten neben dem von Waffenschmied als Onkel Dideldum verfassten Gedichten Geschichten und Bildgeschichten mit wiederkehrenden Figuren, die teilweise als Fortsetzungsgeschichten konzipiert waren, teilweise abgeschlossen waren. Später kamen abgedruckte Leserbriefe und Tauschangebote der Leser hinzu.

## Erscheinen
Die erste Ausgabe von Dideldum erschien im Herbst 1929, die Erscheinungsfolge war 14-täglich. Dideldum erschien bis Juli 1933 beim Hamburger Belog Verlag, danach beim Oldenburger Verlag Gerhard Stalling; gedruckt wurden die Hefte bis 1931 bei einer Hamburger Druckerei, danach bei Stalling. 1934 wurde die Schriftart Antiqua durch Fraktur ersetzt. Parallel zu Dideldum erschien von 1936 bis 1938 die ebenfalls von Waffenschmied herausgegebene Kinderzeitschrift Dideldum B. Dideldum hatte anfangs 16 Seiten, im Jahr 1939 wurde deren Anzahl auf 12, dann, noch vor Beginn des Krieges, auf 8 reduziert. Mit der ersten Seitenzahlreduzierung ging die Umstellung auf Schwarzweißdruck einher. Die Hefte konnten im Abonnement bezogen werden, wurden aber auch als Werbeschriften diverser Warenhäuser, darunter Karstadt, Kaufhof und DeFaKa, kostenlos verteilt. Den Warenhäusern wurde dabei die Möglichkeit gegeben, ihren eigenen Schriftzug und eventuell noch weitere kurze Werbetexte auf der Titelseite des Heftes zu platzieren. Dideldum wurde mit der Einberufung Waffenschmieds im Jahr 1941 eingestellt.
Der Versuch Waffenschmieds, 1950 Dideldum erneut auf den Markt zu bringen, scheiterte.